# Kip
Kip je tridimenzionalni izdelek, ki ima status umetniškega dela.

## Materiali
Materiali za izdelavo kipa so raznovrstni. Za izdelovanje kipa kiparji največkrat uporablja kamen, jeklo in marmor.

## Vrste kipov
- skulptura; ponavadi iz lesa ali kamna narejen kip, iz katerega kipar jemlje ali kleše material
- plastika; kipar material dodaja (oblikuje, vliva, vari), iz kovine, gline, stekla, betona...
- poznamo prostostoječe, celopostavne, doprsne, skupinske, reliefne in živalske kipe.